# Rosie Wiederkehr
Rosie Wiederkehr (Lucerna, 19 aprile 1965) è una cantautrice svizzera.

## Biografia
Nata a Lucerna (Svizzera) inizia sin da piccola a studiare canto e chitarra, suonando con varie formazioni rock e funky. Nel 1986 si avvicina alla musica etnica collaborando con gruppi di musica tradizionale del meridione italiano e dell'Africa. Completa le sue basi musicali studiando canto alla Scuola jazz di Lucerna.

## Agricantus e il plurilinguismo
Nel 1990 Rosie Wiederkehr entra a far parte del gruppo Agricantus, all'interno del quale svilupperà ulteriormente lo studio sulle lingue, accostando a quelle europee: italiano, inglese, francese, tedesco, le lingue africane, mediorientali, asiatiche e sudamericane, dando così vita a dei testi plurilingua con un particolare uso strumentale dei fonemi.

## Tuareg e la cultura del nomadismo
Il 1996 la vede in Mali con i Tuareg per le registrazioni sul campo che serviranno alla realizzazione di Tuareg, lavoro pubblicato in diversi paesi del mondo e dedicato al popolo nomade del deserto del Sahara. Seguirà Hale-Bopp souvenir, un ritorno a Tuareg con il dialogo tra la sua voce e quella dell'ospite tuareg del Mali, Fadimata Wallet Oumar, pubblicato a marzo del 1997. Con gli Agricantus si esibirà in festival nazionali come il Concerto del Primo Maggio 1998, 2000, 2002 e in diverse aree del mondo (Brasile, Israele, Siria, Hong Kong, Tunisia).
Del 1997 è Il bagno turco un film di Ferzan Özpetek, di cui interpreta il tema musicale Istanbul uyurken. Nel 1998 esce Kaleidos lavoro dedicato alla manipolazione di autori classici che si erano ispirati al patrimonio musicale popolare; dello stesso anno il brano Amatevi scritto con Pivio e Aldo De Scalzi per il film di Alessandro D'Alatri I giardini dell'Eden.
Nel 1999 esce Faiddi album registrato in studio con un approccio live.

## Ethnosphere, Weltlabyrinth e l'incontro con la filosofia tibetana
Nel 2000 partecipa alla colonna sonora del film Placido Rizzotto di Pasquale Scimeca sulla vita del sindacalista siciliano ucciso dalla mafia.
Nel 2001 esce Ethnosphere, doppio album dedicato al popolo tibetano. Lavoro nato come Weltlabyrinth progetto pilota di Tonj Acquaviva a cui partecipa, apportando il suo bagaglio di studi sulla filosofia degli abitanti del Tibet.

## Jamila, Calura e Luna khina
Nel 2002 esce Jamila: l'omonimo brano che è scritto insieme a Tonj Acquaviva e al chitarrista Francesco Bruno, andrà a sostegno di un progetto di Emergency. Nello stesso anno con Agricantus pubblica Calura. Nel 2007 la colonna sonora del film di Gianfranco Albano Il figlio della luna darà vita all'album Luna khina prodotto da Rai Trade. Nel 2013 esce con Agricantus Kuntarimari, concept album prodotto da (Diskmedi/Warner) dedicato al mare. 

## Collaborazioni
Dal 1996 al 2008 ha collaborato come compositrice e cantante al percorso di ricerca musicale e visiva Weltlabyrinth di Tonj Acquaviva.

Nel 1997 interpreta, in Germania, le Folk Songs di Luciano Berio. Tra il 1998 e il 2000 partecipa a collaborazioni discografiche con vari artisti tra cui Trancendental ed Enzo Avitabile.

Dal 2003 collabora con il gruppo di danza-teatro estremo Kitonb  per il progetto Carillon che la vede coinvolta in tournée internazionali. Nel 2004 collabora con il violoncellista e compositore Giovanni Sollima in qualità di interprete delle sue musiche per un lavoro tratto da Omero, Iliade di Alessandro Baricco.

Ha collaborato a colonne sonore per documentari tra cui Mediterranea, Asian Stories, Madre Teresa di Calcutta. 
Interpreta la colonna sonora di Invisible Woman della fotografa canadese Sheila Mc Kinnon.
Nel 2007 firma con Tonj Acquaviva la colonna sonora di Liberi di giocare di Francesco Miccichè per Rai1 e, con la compagnia Il NaufragarMèDolce insieme alla musicista svizzera Ruth Bieri, la colonna sonora dello spettacolo teatrale Le figlie di Sherazade con Chiara Casarico e T.Scrocco, vincitore del Premio Radio Rai Microfono di cristallo.
Nel 2009 per Tonj Acquaviva partecipa come cantante alla colonna sonora del film Luce del Nord per la serie Crimini di Rai1 e, come cantante/compositrice, alle linee vocali di Millennium Klima, album che segna il cambio nome della band Agricantus in Acquaviva.
Nel 2010 pubblica il cd This Earth nell'ambito del Progetto Roses on the roof con la compositrice Ruth Bieri.